# Pseudoxycheila
Pseudoxycheila is een geslacht van kevers uit de familie van de loopkevers (Carabidae). De wetenschappelijke naam van het geslacht is voor het eerst geldig gepubliceerd in 1839 door Guerin-Meneville.

## Soorten
Het geslacht Pseudoxycheila omvat de volgende soorten:
- Pseudoxycheila andina Cassola, 1997
- Pseudoxycheila angustata Chaudoir, 1865
- Pseudoxycheila atahualpa Cassola, 1997
- Pseudoxycheila aymara Cassola, 1997
- Pseudoxycheila bipustulata (Latreille, 1811)
- Pseudoxycheila caribe Cassola, 1997
- Pseudoxycheila ceratoma Chaudoir, 1865
- Pseudoxycheila chaudoiri Dokhtouroff, 1882
- Pseudoxycheila colombiana Cassola, 1997
- Pseudoxycheila confusa Cassola, 1997
- Pseudoxycheila immaculata W. Horn, 1905
- Pseudoxycheila inca Cassola, 1997
- Pseudoxycheila lateguttata Chaudoir, 1844
- Pseudoxycheila macrocephala Cassola, 1997
- Pseudoxycheila nitidicollis Cassola, 1997
- Pseudoxycheila onorei Cassola, 1997
- Pseudoxycheila oxychiloides W. Horn, 1927
- Pseudoxycheila pearsoni Cassola, 1997
- Pseudoxycheila pseudotarsalis Cassola, 1997
- Pseudoxycheila quechua Cassola, 1997
- Pseudoxycheila tarsalis Bates, 1869
- Pseudoxycheila tucumana Perger & Guerra, 2012